# Роланд Емерих
Роланд Емерих (Штутгарт, 10. новембар 1955) је немачки филмски редитељ, сценариста и продуцент. 

## Биографија
Рођен је 10. новембра 1955. у Штутгарту у породици имућног индустријалца.
Студирао је режију на минхенској школи за филм и телевизију, а његов дипломски рад, научнофантастични филм Принцип Нојеве барке (The Noah's Ark Principle) је са буџетом од милион долара био најскупљи немачки студентски филм. 
Емерих је данас најпознатији је по акционим филмовима и филмовима катастрофе. Од почетка 90-их година 20. века живи и ради у САД.

## Филмографија
| Година | Филм                          | Улога у продукцији | Улога у продукцији              | Улога у продукцији           |
| Година | Филм                          | Режисер            | Продуцент или извршни продуцент | сценариста или ко-сценариста |
| ------ | ----------------------------- | ------------------ | ------------------------------- | ---------------------------- |
| 1984.  | The Noah's Ark Principle      | Да                 | Да                              | Да                           |
| 1985.  | Making Contact                | Да                 |                                 | Да                           |
| 1987.  | Лов на духове                 | Да                 |                                 | Да                           |
| 1990.  | Месец 44                      | Да                 | Да                              | Да                           |
| 1991.  | Eye of the Storm              |                    | Да                              |                              |
| 1992.  | Универзални војник            | Да                 |                                 |                              |
| 1994.  | The High Crusade              |                    | Да                              |                              |
| 1994.  | Звездана капија               | Да                 |                                 | Да                           |
| 1996.  | Дан независности              | Да                 | Да                              | Да                           |
| 1998.  | Годзила                       | Да                 | Да                              | Да                           |
| 1999.  | Тринаести спрат               |                    | Да                              |                              |
| 2000.  | Патриота                      | Да                 | Да                              |                              |
| 2002.  | Eight Legged Freaks           |                    | Да                              |                              |
| 2004.  | Дан после сутра               | Да                 | Да                              | Да                           |
| 2007.  | Trade                         |                    | Да                              |                              |
| 2008.  | 10,000 BC                     | Да                 | Да                              | Да                           |
| 2009.  | 2012                          | Да                 | Да                              | Да                           |
| 2011.  | Анонимус                      | Да                 | Да                              |                              |
| 2013.  | Напад на Белу кућу            | Да                 | Да                              |                              |
| 2015.  | Стоунвол                      | Да                 | Да                              |                              |
| 2016.  | Дан независности: Нова претња |                    |                                 |                              |
| 2019.  | Мидвеј                        |                    |                                 |                              |
| 2022.  | Месечев пад                   |                    |                                 |                              |